# Фостер, Лайл
Лайл Брент Фостер (англ. Lyle Brent Foster; род. 3 сентября 2000, Соуэто, Гаутенг) — южноафриканский футболист, нападающий клуба «Бернли» и сборной ЮАР.

## Клубная карьера
Фостер — воспитанник клуба «Орландо Пайретс» из города Йоханнесбург. 15 сентября 2017 года в матче против «Марицбург Юнайтед» он дебютировал в составе в чемпионате ЮАР. 20 января 2018 года в поединке против Полокване Сити Фостер забил свой первый гол за Орландо Пайретс. В конце сезона его команда заняла в национальном чемпионате 2 место и вышла в Лигу Чемпионов КАФ.
2 января 2019 года было объявлено о переходе Фостера в «Монако». 18-летний форвард подписал контракт до июня 2023 года и поначалу тренировался с резервной командой. В сезоне 2018/19 играл за вторую команду в Насьональ 2, где провел 8 матчей и отметился 2 голами. 15 марта 2019 года был внесён в заявку на матч 28 тура против «Лилля», однако на поле так и не появился. 9 августа 2019 года в матче первого тура Лиги 1 2019/20 против «Лиона» дебютировал за команду, выйдя в стартовом составе, но был заменён в начале 2 тайма.
Летом 2019 года для получения игровой практики Фостер на правах аренды перешёл в бельгийский «Серкль Брюгге». 1 сентября в матче против «Гента» он дебютировал в Жюпиле лиге. 21 декабря в поединке против «Зюлте-Варегем» Лайл забил свой первый гол за «Серклю Брюгге». Летом 2020 года Фостер перешёл в португальский «Витория Гимарайнш». Сумма трансфера составила 1,2 млн. евро. 18 сентября в матче против «Белененсеша» он дебютировал в Сангриш лиге. Летом 2021 года Фостер был арендован клубом «Вестерло». 28 августа в матче против «Льерса» он дебютировал во Втором дивизионе Бельгии.

## Карьера в сборной
Победитель и лучший бомбардир чемпионата КОСАФА для игроков до 17 лет, который состоялся в 2018 году.
3 июня 2018 года в матче Кубка КОСАФА против сборной Мадагаскара Фостер дебютировал за сборную ЮАР, в возрасте 17 лет.
В 2019 году выступал в составе молодёжной сборной Южной Африки на молодёжном чемпионате мира в Польше. На турнире он сыграл в матчах против команд Аргентины и Юной Кореи. В поединке против аргентинцев Лайл забил гол.

## Статистика выступлений

### Клубная
По состоянию на 7 ноября 2020 года.
| Выступление         | Выступление  | Выступление | Лига | Лига | Кубки | Кубки | Еврокубки | Еврокубки | Итого | Итого |
| Клуб                | Лига         | Сезон       | Игры | Голы | Игры  | Голы  | Игры      | Голы      | Игры  | Голы  |
| ------------------- | ------------ | ----------- | ---- | ---- | ----- | ----- | --------- | --------- | ----- | ----- |
| Орландо Пайретс     | Премьер-лига | 2017/18     | 9    | 1    | 2     | 0     | —         | —         | 11    | 1     |
| Орландо Пайретс     | Итого        | Итого       | 9    | 1    | 2     | 0     | —         | —         | 11    | 1     |
| Монако              | Лига 1       | 2019/20     | 2    | 0    | 0     | 0     | 0         | 0         | 2     | 0     |
| Монако              | Итого        | Итого       | 2    | 0    | 0     | 0     | 0         | 0         | 2     | 0     |
| → Серкль Брюгге     | Высшая лига  | 2019/20     | 18   | 1    | 1     | 0     | 0         | 0         | 19    | 1     |
| → Серкль Брюгге     | Итого        | Итого       | 18   | 1    | 1     | 0     | 0         | 0         | 19    | 1     |
| Витория (Гимарайнш) | Суперлига    | 2020/21     | 2    | 0    | 0     | 0     | 0         | 0         | 2     | 0     |
| Витория (Гимарайнш) | Итого        | Итого       | 2    | 0    | 0     | 0     | 0         | 0         | 2     | 0     |
| Итого               | Итого        | Итого       | 31   | 2    | 3     | 0     | 0         | 0         | 34    | 2     |

### Список матчей за сборную
По состоянию на 8 июня 2018 года.
| Матчи и голы Лайла Фостера за сборную ЮАР | Матчи и голы Лайла Фостера за сборную ЮАР | Матчи и голы Лайла Фостера за сборную ЮАР | Матчи и голы Лайла Фостера за сборную ЮАР | Матчи и голы Лайла Фостера за сборную ЮАР | Матчи и голы Лайла Фостера за сборную ЮАР | Матчи и голы Лайла Фостера за сборную ЮАР |
| №                                         | Дата                                      | Оппонент                                  | Счёт                                      | Голы                                      | Турнир                                    |                                           |
| ----------------------------------------- | ----------------------------------------- | ----------------------------------------- | ----------------------------------------- | ----------------------------------------- | ----------------------------------------- | ----------------------------------------- |
| 1                                         | 3 июня 2018                               | Мадагаскар                                | 0:1 (п)                                   | —                                         | Кубок КОСАФА 2018                         |                                           |
| 2                                         | 5 июня 2018                               | Намибия                                   | 4:1                                       | —                                         | Кубок КОСАФА 2018                         |                                           |
| 3                                         | 8 июня 2018                               | Ботсвана                                  | 3:0                                       | —                                         | Кубок КОСАФА 2018                         |                                           |

Итого: 3 матча / 0 голов; 2 победы, 0 ничьих, 1 поражение.